# Mapucheptagyia brundini
Mapucheptagyia brundini är en tvåvingeart som beskrevs av Willassen 1995. Mapucheptagyia brundini ingår i släktet Mapucheptagyia och familjen fjädermyggor. Inga underarter finns listade i Catalogue of Life.